# 1851年2月1日日食
1851年2月1日日食为一次在协调世界时1851年2月1日出現的日環食。該次日食食分為0.9175，食甚維持8分1秒。

## 概述
這次日食的食分是0.9175，環食維持8分1秒。

## 基本參數
- 類型：日環食
- 食甚資料：
  - 日期：1851年2月1日
  - 時間：5時54分27秒
  - 地點：56S 107E
  - 食分：0.9175
  - 日環食持續時間：8分1秒

## 外部連結
- NASA日食專頁（页面存档备份，存于）（英文）